# Kasteel van de Top Bronnen

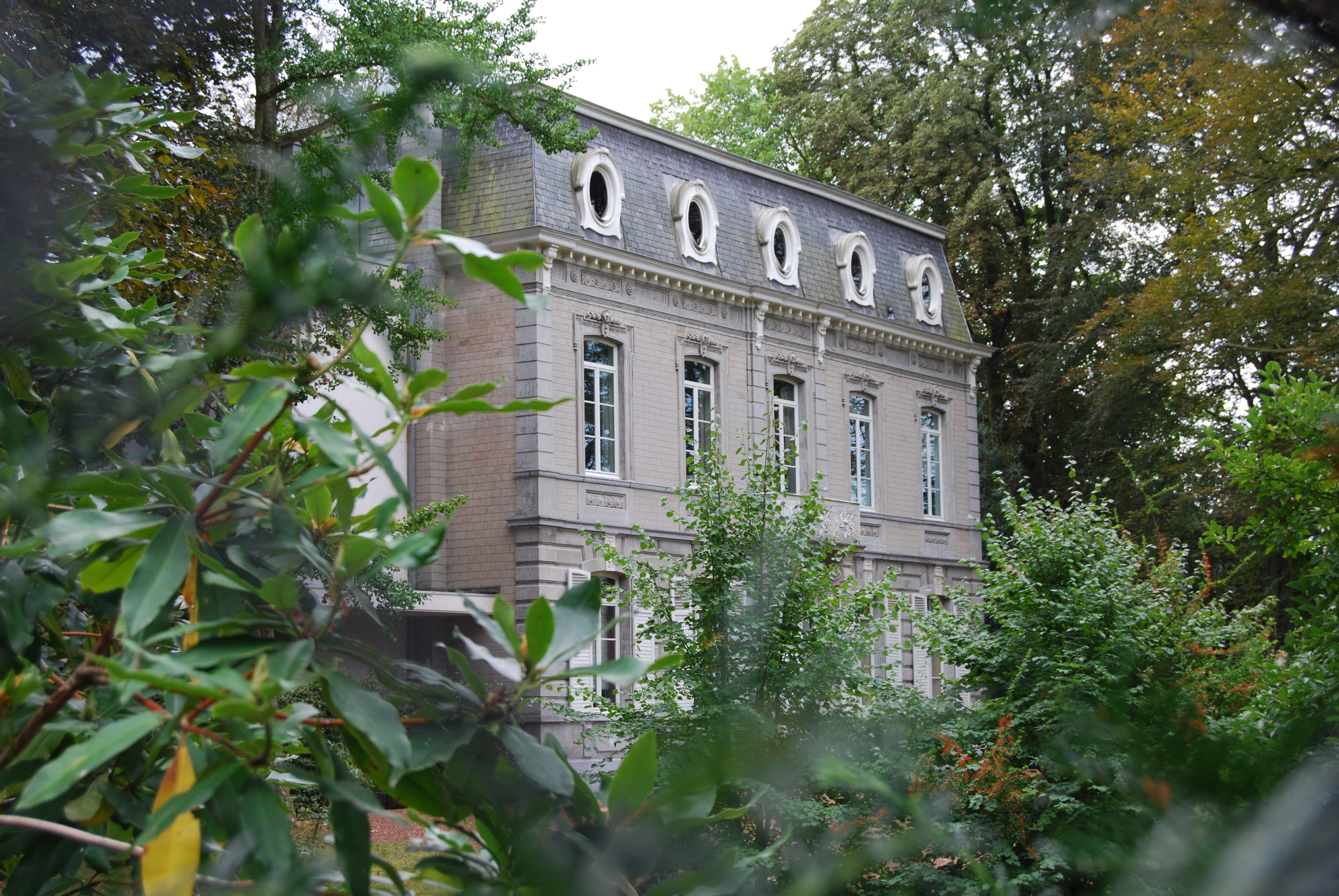
Kasteel van de Top Bronnen

Het Kasteel van de Top Bronnen is een kasteel in de tot de Oost-Vlaamse gemeente Brakel behorende plaats Nederbrakel, gelegen aan de Brusselsestraat 102.
Het betreft een neoclassicistisch gebouw dat in 1873 werd opgericht in opdracht van H. De Hovre en in 1888 werd gekocht door François Hoebeke die sinds 1881 eigenaar was van een luciferfabriek in Nederbrakel en die in 1905 een bron vlak bij zijn huis ging bottelen en aldus de firma Top Bronnen stichtte, en die mineraalwater in flessen voor het eerst introduceerde in België. Door zijn vriendschap met Ernest Solvay werd François Hoebeke ook de eerste die water en limonade met bubbels in België introduceerde.
Het kasteel was oorspronkelijk een dubbelhuis onder tentdak, maar na een storm in 1933 werd dit door een mansardedak vervangen. Een aantal verbouwingen hebben de indeling van het huis gewijzigd. Het interieur bevat onder meer een zaal in Vlaamse neorenaissancestijl.
Het domein van het kasteel, vlak bij de Toepkapel gelegen, omvat een tuin in Engelse landschapsstijl met vijvers, een jachtpaviljoen van 1907, en een kunstmatige grot.